# Rheita (cráter)

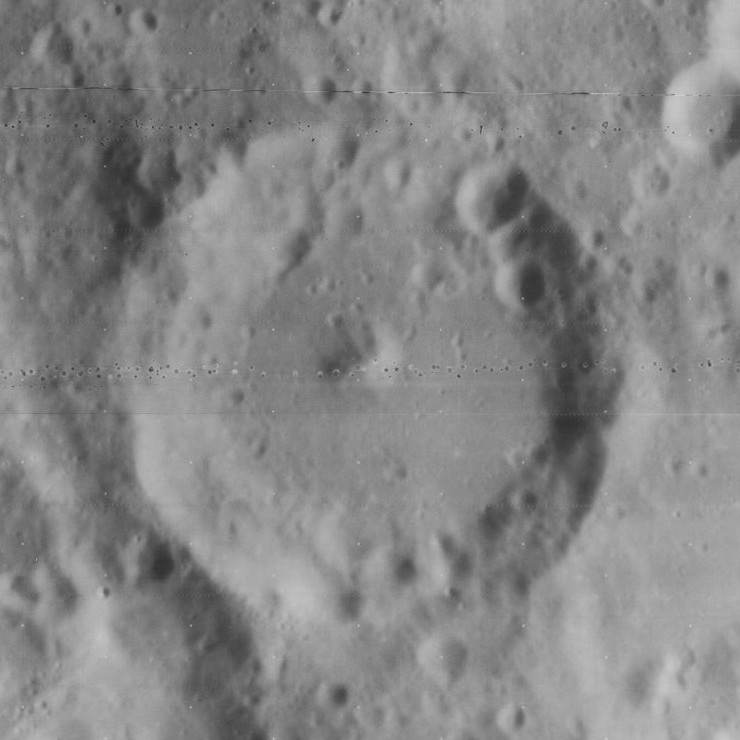
Fotografía de la misión Lunar Orbiter 4 (1967)

Rheita es un cráter de impacto localizado en el sector suroeste de la Luna, situado al noreste del cráter Metius, y al noroeste de Young. El borde suroeste invade el Vallis Rheita, un largo valle lunar que se extiende a lo largo de más de 200 kilómetros en una línea que va de nordeste a sudoeste. En su parte más ancha el valle alcanza una amplitud de 25 kilómetros, con unos 1000 metros de profundidad.
|  |

El borde de Rheita permanece bien definido, con un labio afilado y una pared interna aterrazada. El borde se superpone a un cráter ligeramente más pequeño al este, y tiene un par de pequeños cráteres de impacto en la pared norte. El suelo del cráter es plano y posee un pico central.

## Cráteres satélite
Por convención estos elementos son identificados en los mapas lunares poniendo la letra en el lado del punto medio del cráter que está más cercano a Rheita. Tiene cráteres superpuestos.
|        | \| Rheita \| Coordenadas \| Diámetro \| \| ------ \| ----------------------------- \| ---------- \| \| A \| 38°00′S 50°00′E / -38.0, 50.0 \| 11 km \| \| B \| 39°06′S 52°48′E / -39.1, 52.8 \| 21 km \| \| C \| 35°06′S 44°12′E / -35.1, 44.2 \| 8 km \| \| D \| 39°06′S 50°06′E / -39.1, 50.1 \| 6 km \| \| E \| 34°12′S 49°06′E / -34.2, 49.1 \| 66 x 32 km \| \| F \| 35°24′S 48°24′E / -35.4, 48.4 \| 14 km \| \| G \| 40°30′S 54°18′E / -40.5, 54.3 \| 15 km \| \| H \| 39°48′S 51°42′E / -39.8, 51.7 \| 7 km \| \| L \| 37°42′S 52°54′E / -37.7, 52.9 \| 10 km \| \| M \| 35°30′S 50°06′E / -35.5, 50.1 \| 25 km \| \| N \| 35°06′S 49°30′E / -35.1, 49.5 \| 8 km \| \| P \| 37°54′S 44°24′E / -37.9, 44.4 \| 11 km \| |            |
| Rheita | Coordenadas | Diámetro   |
| A      | 38°00′S 50°00′E / -38.0, 50.0 | 11 km      |
| B      | 39°06′S 52°48′E / -39.1, 52.8 | 21 km      |
| C      | 35°06′S 44°12′E / -35.1, 44.2 | 8 km       |
| D      | 39°06′S 50°06′E / -39.1, 50.1 | 6 km       |
| E      | 34°12′S 49°06′E / -34.2, 49.1 | 66 x 32 km |
| F      | 35°24′S 48°24′E / -35.4, 48.4 | 14 km      |
| G      | 40°30′S 54°18′E / -40.5, 54.3 | 15 km      |
| H      | 39°48′S 51°42′E / -39.8, 51.7 | 7 km       |
| L      | 37°42′S 52°54′E / -37.7, 52.9 | 10 km      |
| M      | 35°30′S 50°06′E / -35.5, 50.1 | 25 km      |
| N      | 35°06′S 49°30′E / -35.1, 49.5 | 8 km       |
| P      | 37°54′S 44°24′E / -37.9, 44.4 | 11 km      |